# Vin roșu

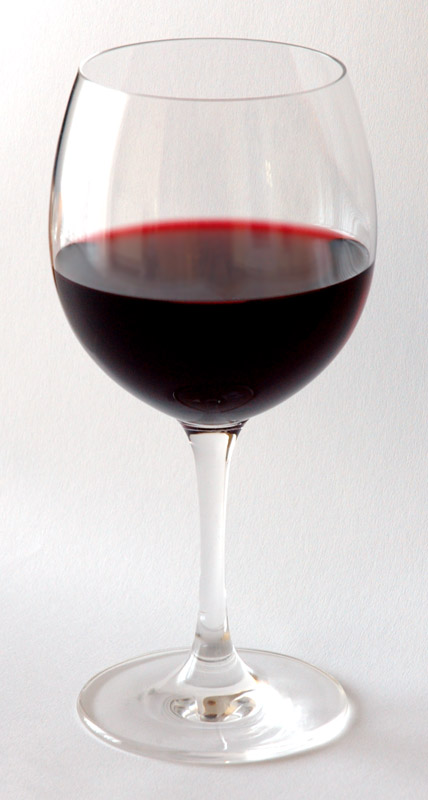
Pahar cu vin roșu

Vinul roșu este un tip de vin obținut din varietăți de struguri de culoare închisă. Culoarea vinului poate varia de la violet intens (pentru vinuri mai noi) la roșu cărămiziu (pentru vinuri mai vechi). Culoarea este datorată conținutului în antocianine, care sunt și compușii care contribuie la efectul benefic al vinului roșu. Din punctul de vedere al conținutului chimic, vinurile roșii prezintă între 9 și 14% etanol, iar intervalul optim este de 11-13% alcool etilic. Diferența dintre acestea și vinurile albe constă în conținutul în compuși fenolici.